# Evelyn Ehrenberger
Evelyn Ehrenberger (* 1969) ist seit September 2024 Präsidentin der Hochschule Fresenius. 

## Leben
Ehrenberger wuchs in Immenstadt im Allgäu auf. Sie studierte zwischen 1988 und 1994 Chemie mit dem Schwerpunkt Technische Chemie an der Technischen Universität München. 1998 wurde sie promoviert in der Technischen Chemie über den Abbau von Schadstoffen in überkritischen Wasser. Danach war sie freiberuflich im Webdesign und Projektmanagement tätig.
Von 2002 bis 2006 übernahm sie die Leitung des Präsidialstabs an der Technischen Universität München (TUM) unter Präsident Prof. Wolfgang A. Herrmann. Anschließend war sie als Projektleiterin im Bayerischen Staatsministerium für Wirtschaft, Infrastruktur, Verkehr und Technologie tätig. 2008 wurde sie Personalleiterin bei Hasit Trockenmörtel in Freising und 2010 Geschäftsführerin der TUM International GmbH, einem Wirtschaftsunternehmen der TU München. 2011 folgte die Ernennung zur Vizepräsidentin für Entrepreneurship & Intellectual Property an der Technischen Universität München.
Von November 2015 bis März 2024 war sie Präsidentin der Hochschule der Bayerischen Wirtschaft in München. Damit wechselte sie von einer der größten Universitäten Deutschland zu einer kleinen privaten Universität. 2000 wurde sie zusätzlich Geschäftsführerin. Am 7./8. April 2021 veranstaltete die Hochschule in Zusammenarbeit mit MTU Aero Engines AG ein digitales Forscherinnen-Camp. Dort konnten Schülerinnen ab 15 Jahren Kontakt aufnehmen mit einer potentiellen beruflichen Zukunft. Sie hatten die Aufgabe, zu Hause einen eigenen Roboter zusammenzubauen und ein Bewerbungsgespräch zu simulieren.
Von Januar 2019 bis Oktober 2023 nahm Ehrenberger regelmäßig als Stammgast an der Sendung Der Sonntags-Stammtisch des Bayerischen Rundfunks teil. Am 4. Oktober 2023 wurde bekannt, dass sie die Sendung aufgrund neuer beruflicher Herausforderungen am 29. Oktober 2023 verlassen und Anja Kohl nachfolgen würde.
Im Juli 2024 wurde sie vom Senat der privaten, staatlich anerkannten Hochschule Fresenius zur Präsidentin gewählt.
Ehrenberger ist Mutter von zwei Töchtern.

## Veröffentlichungen
- Kinetische Untersuchungen zur Oxidation von Modellschadstoffen in Strömungsrohr- und Rührkesselreaktoren im nahekritischen Gebiet von Wasser. Dissertation. Technische Universität München, 1998, DNB 954942388.